# Omloop Het Nieuwsblad 2024
La 79.ª edición de la clásica ciclista Omloop Het Nieuwsblad fue una carrera en Bélgica que se celebró el 24 de febrero de 2024. La carrera da comienzo a la temporada de clásicas de pavé sobre un recorrido de 202,2 kilómetros con inicio en la ciudad de Gante y final en el municipio de Ninove.
La carrera formó parte del UCI WorldTour 2024, calendario ciclístico de máximo nivel mundial, siendo la cuarta carrera de dicho circuito. El vencedor fue el esloveno Jan Tratnik del Visma | Lease a Bike, quien estuvo acompañado en el podio por el alemán Nils Politt del UAE Emirates y el belga y compañero de equipo Wout van Aert, segundo y tercer clasificado respectivamente.

## Equipos participantes
Tomaron parte en la carrera 25 equipos: 18 de categoría UCI WorldTeam y 7 de categoría UCI ProTeam. Formaron así un pelotón de 175 ciclistas de los que acabaron 132. Los equipos participantes fueron:
| WorldTeams (18)- Alpecin-Deceuninck - Arkéa-B&B Hotels - Astana Qazaqstan Team - Bahrain Victorious - Bora-Hansgrohe - Cofidis - Decathlon-AG2R La Mondiale - EF Education-EasyPost - Groupama-FDJ - Ineos Grenadiers - Intermarché-Wanty - Lidl-Trek - Movistar Team - Soudal Quick-Step - Team dsm-firmenich PostNL - Team Jayco AlUla - Team Visma \| Lease a Bike - UAE Team Emirates ProTeams (7)- Bingoal WB - Israel-Premier Tech - Lotto Dstny - Q36.5 Pro Cycling Team - Team Flanders-Baloise - Uno-X Mobility - Tudor Pro Cycling Team |
| |

## Clasificación final
- La clasificación finalizó de la siguiente forma:[3]

### Clasificación general
| \| Clasificación general \| Clasificación general \| Clasificación general \| Clasificación general \| Clasificación general \| \| Ciclista \| Ciclista \| Equipo \| Tiempo \| \| \| --------------------- \| --------------------- \| -------------------------- \| --------------------- \| --------------------- \| \| 1.º \| Jan Tratnik \| Team Visma \\| Lease a Bike \| 4 h 31 min 28 s \| \| \| 2.º \| Nils Politt \| UAE Team Emirates \| + 3 s \| \| \| 3.º \| Wout van Aert \| Team Visma \\| Lease a Bike \| + 8 s \| \| \| 4.º \| Oliver Naesen \| Decathlon-AG2R La Mondiale \| + 8 s \| \| \| 5.º \| Christophe Laporte \| Team Visma \\| Lease a Bike \| + 8 s \| \| \| 6.º \| Laurenz Rex \| Intermarché-Wanty \| + 8 s \| \| \| 7.º \| Jasper Stuyven \| Lidl-Trek \| + 8 s \| \| \| 8.º \| Thomas Pidcock \| Ineos Grenadiers \| + 8 s \| \| \| 9.º \| Matteo Trentin \| Tudor Pro Cycling Team \| + 8 s \| \| \| 10.º \| Arnaud De Lie \| Lotto Dstny \| + 8 s \| \| |                    |                            |                 |
| |                    |                            |                 |
| Fuente: ProCyclingStats |                    |                            |                 |
| Clasificación general |                    |                            |                 |
| Ciclista | Ciclista           | Equipo                     | Tiempo          |
| 1.º | Jan Tratnik        | Team Visma \| Lease a Bike | 4 h 31 min 28 s |
| 2.º | Nils Politt        | UAE Team Emirates          | + 3 s           |
| 3.º | Wout van Aert      | Team Visma \| Lease a Bike | + 8 s           |
| 4.º | Oliver Naesen      | Decathlon-AG2R La Mondiale | + 8 s           |
| 5.º | Christophe Laporte | Team Visma \| Lease a Bike | + 8 s           |
| 6.º | Laurenz Rex        | Intermarché-Wanty          | + 8 s           |
| 7.º | Jasper Stuyven     | Lidl-Trek                  | + 8 s           |
| 8.º | Thomas Pidcock     | Ineos Grenadiers           | + 8 s           |
| 9.º | Matteo Trentin     | Tudor Pro Cycling Team     | + 8 s           |
| 10.º | Arnaud De Lie      | Lotto Dstny                | + 8 s           |

## Ciclistas participantes y posiciones finales
Convenciones:
- AB: Abandono
- FLT: Retiro por llegada fuera del límite de tiempo
- NTS: No tomó la salida
- DES: Descalificado o expulsado

## UCI World Ranking
El Omloop Het Nieuwsblad otorgó puntos para el UCI World Ranking para corredores de los equipos en las categorías UCI WorldTeam, UCI ProTeam y Continental. Las siguientes tablas son el baremo de puntuación y los diez corredores que obtuvieron más puntos:
| Posición   | 1.º | 2.º | 3.º | 4.º | 5.º | 6.º | 7.º | 8.º | 9.º | 10.º | 11.º | 12.º | 13.º | 14.º | 15.º-20.º | 21.º-30.º | 31.º-50.º | 51.º-55.º | 56.º-60.º |
| Puntuación | 300 | 250 | 215 | 175 | 120 | 115 | 95  | 75  | 60  | 50   | 40   | 35   | 30   | 25   | 20        | 12        | 5         | 2         | 1         |

| Clasificación |                    |                            |        |
| Ciclista      | Ciclista           | Equipo                     | Puntos |
| ------------- | ------------------ | -------------------------- | ------ |
| 1.º           | Jan Tratnik        | Visma \| Lease a Bike      | 300    |
| 2.º           | Nils Politt        | UAE Emirates               | 250    |
| 3.º           | Wout van Aert      | Visma \| Lease a Bike      | 215    |
| 4.º           | Oliver Naesen      | Decathlon AG2R La Mondiale | 175    |
| 5.º           | Christophe Laporte | Visma \| Lease a Bike      | 120    |
| 6.º           | Laurenz Rex        | Intermarché-Wanty          | 115    |
| 7.º           | Jasper Stuyven     | Lidl-Trek                  | 95     |
| 8.º           | Thomas Pidcock     | INEOS Grenadiers           | 75     |
| 9.º           | Matteo Trentin     | Tudor                      | 60     |
| 10.º          | Arnaud De Lie      | Lotto Dstny                | 50     |